# Granngårdarna
Granngårdarna är en oljemålning från 1894 av den svenske konstnären Karl Nordström. Målningen tillhör Nationalmuseum i Stockholm sedan 1915.
Nordström, Richard Bergh och Nils Kreuger tillbringade somrarna 1893–1895 i byn Apelviken söder om Varberg i Halland. Tillsammans utgjorde de konstnärsgruppen Varbergsskolan och deras stil benämndes syntetistisk, vilket var en konstriktning som kännetecknades av en långt driven förenkling av bilderna med sammanhängande färgfält och oftast mörka konturer. Denna stil var en reaktion mot det realistiska landskapsmåleriet på 1880-talet och inspirerades av Paul Gauguin. 
Nordström målade under 1890-talet flera stämningsfulla landskapsmålningar från Halland och hans egen hembygd i Bohuslän, till exempel Hoga dal på Tjörn (1897).